# Beau Jack
Sidney Walker znany jako Beau Jack (ur. 1 kwietnia 1921 w Waynesboro w stanie Georgia, zm. 9 lutego 2000 w Miami) – amerykański bokser, zawodowy mistrz świata kategorii lekkiej.

## Życiorys
Urodził się w Waynesboro, lecz wychował w Auguście w stanie Georgia. Po śmierci matki wychowywała go babka, która nazwala go Beau Jack. Jako młody chłopiec pracował jako pucybut, a w wieku 15 lat zaczął dorabiać sobie jako uczestnik tzw. „battles royal” czyli walk na gołe pięści między kilkoma czarnymi mieszkańcami, które wygrywał ten, który jako ostatni utrzymał się na nogach.
Rozpoczął karierę boksera zawodowego w 1939, początkowo w Massachusetts, a od sierpnia 1941 w Nowym Jorku. 13 listopada 1942 W Madison Square Garden w Nowym Jorku niespodziewanie pokonał Alvina Stolza w walce eliminacyjnej o prawo walki o wakujący tytuł zawodowego mistrza świata wagi lekkiej w wersji NYSAC. 18 grudnia tego roku, również w Madison Square Garden, Beau Jack zdobył ten tytuł po pokonaniu przez nokaut w 3. rundzie Tippy'ego Larkina.
W 1943 najpierw wygrał w towarzyskich walkach z byłymi mistrzami świata Fritzie Zivicem (dwukrotnie) i z Henrym Armstrongiem, a 21 czerwca stoczył walkę w obronie tytułu z Bobem Montgomerym, pierwszą z czterech walk między tymi pięściarzami. Przegrał jednogłośnie na punkty i stracił pas mistrza świata. 11 listopada tego roku odzyskał tytuł po pokonaniu na punkty Montgomery'ego.
28 stycznia 1944 w Nowym Jorku Beau Jack zremisował w towarzyskiej walce z Sammym Angottem, a 3 marca tego roku, także w Madison Square Garden przegrał z Montgomerym, tracąc tytuł mistrza świata. Następnie pokonał Ala „Bummy” Davisa i Juana Zuritę, a 4 sierpnia 1944 zmierzył się w swym czwartym pojedynku z Bobem Montgomerym. Tytuł mistrza świata nie był stawką tej walki. Bilety mogli kupić tylko posiadacze obligacji wojennych wypuszczonych przez rząd USA. Jack i Montgomery, którzy służyli wówczas w armii, odmówili wynagrodzenia za tę walkę. Beau Jack wygrał na punkty po 10. rundach. W tym roku został wybrany bokserem roku przez magazyn The Ring.
W 1946 ponownie pokonał Angotta, a 12 lipca 1948 otrzymał kolejną szansę walki o tytuł mistrza świata wagi lekkiej z Ikem Williamsem. Przegrał ją przez techniczny nokaut w 6. rundzie. Później nie walczył już o tytuł. W 1949 przegrał z Kidem Gavilanem, w 1950 pokonał przez techniczny nokaut w 5. rundzie Lewa Jenkinsa, a w 1952 ponownie przegrał z Williamsem. W latach 1952–1954 nie walczył, a w 1955 stoczył 4 walki, z których 2 wygrał z mało znanymi pięściarzami, a dwie pozostałe stoczył z Williamsem, jedną remisując i jedną przegrywając przed czasem. Po tej walce zakończył karierę.
Po zaprzestaniu walk bokserskich Beau Jack prowadził bar i farmę, a po wyczerpaniu się oszczędności powrócił do wykonywania zawodu pucybuta. Był orędownikiem wprowadzenia systemu emerytalnego dla byłych bokserów zawodowych.
Został wybrany w 1991 do Międzynarodowej Bokserskiej Galerii Sławy.